# Warwick Junction
Warwick Junction ist eine kleine Siedlung im Buller District der Region West Coast auf der Südinsel von Neuseeland.

## Geographie
Die Siedlung, die aus wenigen verstreut liegenden Häusern besteht, befindet sich rund 32 km östlich von Reefton im Tal des Maruia River. Der New Zealand State Highway 65 führt durch die Siedlung und verbindet sie mit den nächstgelegenen Siedlungen Maruia, rund 6 km südlich und Burbrae, rund 9 km nördlich.
Westlich der Siedlung befindet sich die im Victoria Forest Park gelegene Gebirgskette Victoria Range mit mehreren über 1500 m hohen Gipfeln, östlich des Tales verläuft ein Ausläufer der Spenser Mountains.